# Jefim Rotstein
Jefim Rotstein (russisch Ефим Бенционович Ротштейн/Jefim Benzionowitsch Rotschtein; * 16. Mai 1933 in Chmilnyk, Sowjetunion; † 20. März 2021 in Köln) war ein deutscher Schachspieler. 

## Leben
Rotstein wurde im Lemberger Pionierpalast von Rafail Gorenstein im Schach unterrichtet. Sein Trainer im örtlichen Schachklub war Alexei Sokolski. Zu seinem Freundeskreis zählten damals Leonid Stein und Boris Katalymow. Mit dem geteilten ersten Platz in der ukrainischen Jugendmeisterschaft qualifizierte er sich für die Mannschaftsmeisterschaft der sowjetischen Jugend 1951. In Leningrad erreichte die Auswahl der Ukraine den zweiten Platz hinter Moskau. Nach dem Schulabschluss absolvierte Rotstein ein Studium am Polytechnischen Institut und war in Stanislaw als Maschinenbauingenieur tätig.
Beim Turnier der stärksten ukrainischen Meisterkandidaten 1957 in Odessa teilte er den zweiten Platz hinter Eduard Gufeld. Er nahm häufig an ukrainischen Meisterschaften teil. 1959 belegte er in Kiew den neunten Platz und wurde im selben Jahr mit dem Titel Meister des Sports der UdSSR ausgezeichnet. Im II. All-Union Volksturnier anlässlich des 50-jährigen Jubiläums der Prawda-Zeitung in Wladimir 1962 wurde er Fünfter, punktgleich mit sechs weiteren Spielern. Der Sieg ging an Juri Nikolaewski aus Kiew. Im Halbfinale der sowjetischen Meisterschaft 1962 in Riga teilte Rotstein den achten Platz mit Aivars Gipslis.  
Rotstein war nach dem Zerfall der Sowjetunion für den ukrainischen Schachverband spielberechtigt, 2002 wechselte er zum Deutschen Schachbund. Vereinsschach spielte er in Österreich für den SV Tschaturanga Neubau (mit dem er von 2005 bis 2007 in der 1. Bundesliga spielte) und für den ATSV Stein-Steyr, in Belgien für die Schachfreunde Wirtzfeld. In Deutschland spielte er erfolgreich im Seniorenbereich auf nationaler Ebene: 2000, 2002, 2004, 2017 und 2019 (in der Altersklasse 65+) wurde er deutscher Meister, 2006 und 2007 - Turniersieger. Auch international erzielte er gute Ergebnisse, so platzierte er sich in der Top 10 bei den Weltmeisterschaften der Senioren 2000 in Rowy und 2008 in Bad Zwischenahn, sowie bei der Europäischen Senioren-Meisterschaft 2005 in Bad Homburg vor der Höhe. Mit Phoenix Köln nahm er an den Europäischen Senioren-Mannschaftsmeisterschaften teil.
Vor Einführung der Elo-Zahlen war seine beste historische Elo-Zahl 2534 im November 1959. Er war FIDE-Meister, sein Sohn Arkadi trägt den Titel eines Großmeisters.